# Quiestède
 Quiestède  es una población y comuna francesa, situada en la región de Norte-Paso de Calais, departamento de Paso de Calais, en el distrito de Saint-Omer y cantón de Aire-sur-la-Lys.

## Demografía
| 335 | 303 | 291 | 402 | 537 | 665 |
| Para los censos de 1962 a 1999 la población legal corresponde a la población sin duplicidades (Fuente: INSEE [Consultar]) |     |     |     |     |     |